# کمپلکس ایمونوژن اصلی
کمپلکس ایمونوژن اصلی (انگلیسی: Major immunogene complex) یا به اختصار MIC یک توالی ژنی است که حاوی جایگاه ژنی کُدکننده برای آنتی‌ژن‌های سطح لنفوسیت‌ها، آنتی‌ژن‌های سازگاری بافتی، محصولات ناشی از پاسخ ایمنی و برخی اجزای سیستم پروتئینی است.
ژن‌های کُدکنندهٔ پادتن‌ها به‌طور مستقل از MIC طبقه‌بندی شده‌اند؛ اما پلاسماسل‌های تولیدکنندهٔ پادتن‌ها تحت کنترل محصولات MIC هستند.